# Scott Forstall

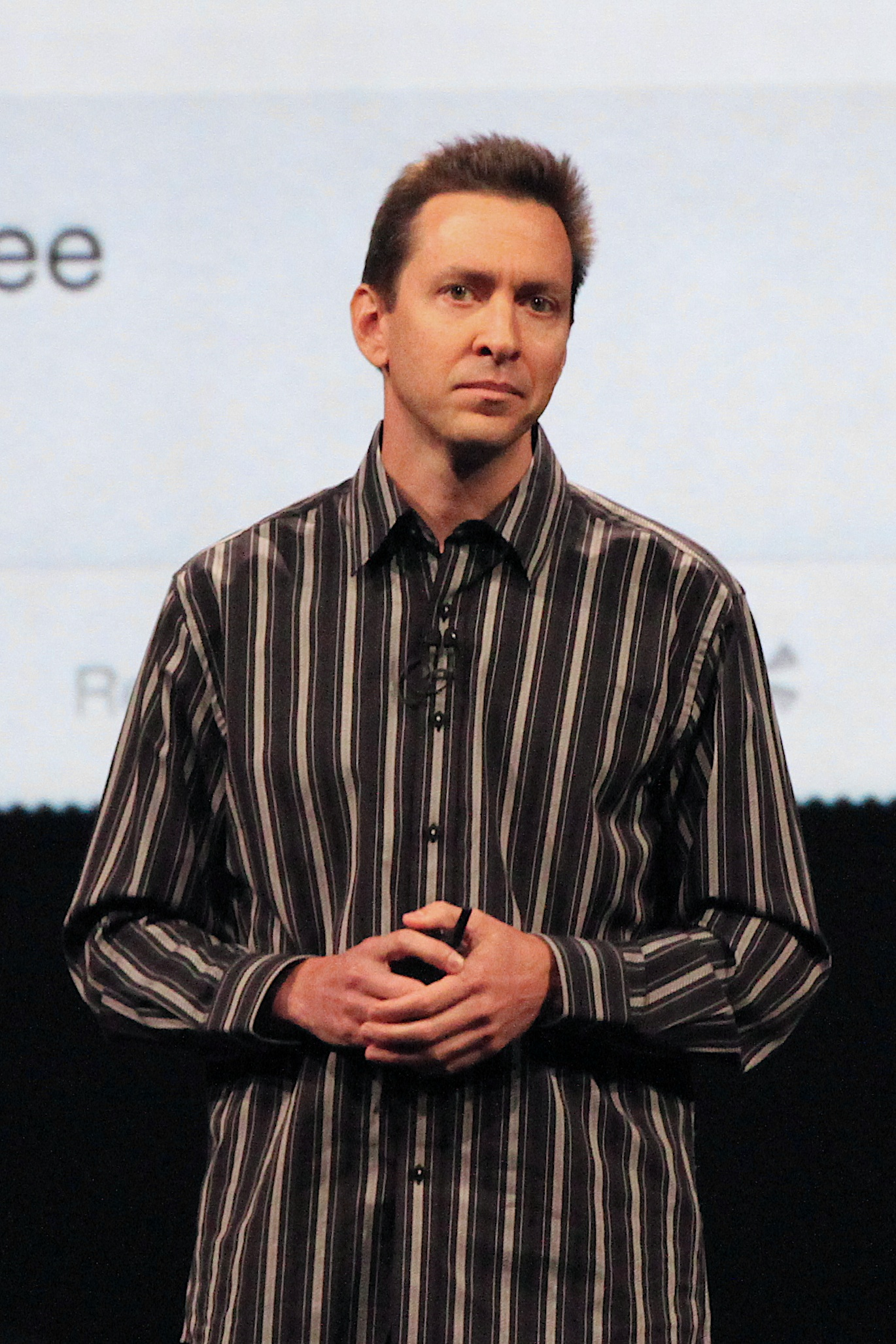

Scott Forstall fue vicepresidente del sistema operativo iOS de Apple Inc. El 29 de octubre de 2012 Apple Inc., anunció vía conferencia de prensa que en el 2013 Forstall dejaría Apple y que hasta esa fecha sería asesor del director Tim Cook.
Obtuvo un título en sistemas simbólicos en la Universidad de Stanford en 1991. Obtuvo su grado de maestría en ciencia computacional en 1992 en la misma universidad.
Trabajó en NeXT y llegó a Apple Inc. cuando Apple compró NeXT en 1997 para desarrollar su sistema operativo OS X a partir de la tecnología de NeXT. Forstall fue el responsable de todas las distribuciones del OS X hasta que fue nombrado vicepresidente de software del iPhone, siendo su último lanzamiento iOS 6.
Fue quien desarrolló la interfaz gráfica Aqua, presente en el primer lanzamiento de Mac OS X.
Apareció en público durante las presentaciones de Apple como el Worldwide Developers Conference para hablar sobre el desarrollo del Mac OS X v10.5 en 2006 y del IPhone OS y el IPhone SDK en 2008 y 2009.

## Salida de Apple
El 29 de octubre de 2012 Apple Inc., anunció vía conferencia de prensa que en el 2013 Forstall dejaría Apple (cediendo su puesto a Jonathan Ive, quién más tarde en iOS 7 cambiaría el diseño que Scott mantuvo durante 6 años) y que hasta esa fecha será asesor del director Tim Cook.